# Centralny Ośrodek Informatyki Górnictwa
Centralny Ośrodek Informatyki Górnictwa S.A. (obecnie COIG S.A.) – jedno z najstarszych przedsiębiorstw informatycznych w Polsce, jednoosobowa spółka akcyjna skarbu państwa. Jest jednym z prekursorów kompleksowych rozwiązań informatycznych dla administracji samorządowej. Aktualnie w przedsiębiorstwie pracuje ponad 500 pracowników. Firma jest partnerem wielu znaczących firm branży informatycznej na rynkach światowych.
Najważniejsze produkty własne to:
1. SZYK2 – system klasy ERP – największe wdrożenia: Kompania Węglowa SA, Katowicki Holding Węglowy SA, Jastrzębska Spółka Węglowa SA,
2. KSAT2000 – zintegrowany system do zarządzania samorządem – największe wdrożenia np.: Urząd Miasta Poznania, Urząd Miasta Gliwic,
3. Mdok – system do zarządzania dokumentami – największe wdrożenia np.: Urząd Marszałkowski Lublin, Urząd Miasta Słupsk.

Przedsiębiorstwo zostało założone w 1951 pod nazwą Centralne Biuro Rozliczeń Przemysłu Węglowego. W 1972 przekształcone w Centralny Ośrodek Informatyki Górnictwa i Energetyki, w 1975 przemianowane na OBR COIGiE, a w 1976 – na OBR Centralny Ośrodek Informatyki Górnictwa, w miejsce którego w 1982 utworzono przedsiębiorstwo państwowe COIG. 1 czerwca 1994 przekształcone w wyniku komercjalizacji w jednoosobową spółkę skarbu państwa.
W wyniku procesu prywatyzacji, który został sfinalizowany w dniu 21 września 2012, Ministerstwo Skarbu Państwa sprzedało 85% akcji spółki COIG S.A. spółce WASKO S.A. i tym samym COIG S.A. został włączony do grupy kapitałowej WASKO, w której zatrudnienie przekroczyło 1100 osób.